# Puig de les Cabres
El Puig de les Cabres és una muntanya de 255 metres que es troba al municipi de Santa Cristina d'Aro, a la comarca catalana del Baix Empordà.